# Piotr Galpierin
Piotr Jakowlewicz Galpierin (ur. 2 października 1902 w Tambowie, zm. 25 maja 1988 w Moskwie) – radziecki psycholog i pedagog, uhonorowany tytułem „Zasłużony Działacz Nauki RFSRR”.

## Kariera
Ukończył studia medyczne w Charkowie w 1926 r. Następnie studiował psychologię i uzyskał stopień kandydata nauk na podstawie rozprawy na temat „O różnicach psychologicznych między narzędziami pracy człowieka a środkami pomocniczymi zwierząt” (1936 r.), w pracy tej Galpierin wyraził ideę o nierównomierności rozwoju różnych form myślenia a także wypowiedział się na temat sytuacji o jakościowej różnicy stosunku wzajemnego myślenia i praktycznym działaniu w różnych stadiach ontogenezy (indywidualnego rozwoju), w różnicy między zachowaniem człowieka i zwierzęcia, Galpierin pokazał w tej pracy swoje spojrzenia na przedmiot i podstawowe zadanie psychologii. W latach 1928–1943 pracował w Ukraińskim Instytucie Psychoneurologicznym. Od 1943 r. pracował w Moskiewskim Uniwersytecie Państwowym jako profesor, kierownik Katedry Psychologii Rozwojowej. Członek Akademickich Nauk Pedagogicznych ZSRR. 
Galpierin zajmował się psychologią ogólną, wychowawczą i rozwojową, psychologią myślenia i uczenia się oraz historią psychologii. Znany szczególnie z koncepcji tzw. poetapowego kształtowania się czynności myślenia, która to teoria opiera się na rozumieniu rozwoju myślenia jako procesu interioryzacji. Pochowany na Cmentarzu Wostriakowskim w Moskwie.

## Zainteresowania naukowe
Zainteresowania badawcze i naukowe Galpierina koncentrowały się wokół procesów psychicznych w nauczaniu, które pojmował jako sekwencję kolejnych etapów kształtowania czynności umysłowych.
Fazy przechodzenia między czynnościami
Galpierin wyróżniał pięć głównych faz przechodzenia od czynności konkretnych (zewnętrznych) do umysłowych:
1. Etap tworzenia schematu orientacyjnej podstawy czynności – uczniowie dowiadują się co jest przedmiotem nauki; polega na zapoznaniu się z wzorem czynności, która ma być wykonana oraz z innymi informacjami otrzymywanymi w sytuacji zadaniowej.
2. Etap kształtowania czynności materialnych (patyczki, rysunki, makiety itp.) – uczniowie sami wykonują czynność ale w formie zewnętrznej, dzieci mają do czynienia z przedmiotami.
3. Etap mowy zewnętrznej – czynność ulega uogólnieniu dzięki pełnemu zwerbalizowaniu w mowie głośnej lub pisanej – przyswojenie w postaci oderwanej od konkretu.
4. Etap mowy wewnętrznej („do siebie”) – postać uogólniona ale bez udziału mowy zewnętrznej.
5. Etap interioryzacji czynności (abstrakcyjnych) odbywające się bez uświadomienia sobie ich przebiegu, czynność staje się procesem wewnętrznym, „staje się aktem myśli, którego przebieg jest ukryty, a znany jest tylko końcowy <produkt> tego procesu”.

Teoria etapowego kształtowania czynności umysłowych
Galpierin był twórcą teorii etapowego kształtowania czynności umysłowych.
- teoria etapowego kształtowania czynności umysłowych:

1. etap tworzenia schematu orientacyjnej postawy czynności (system wskazówek i opisów przedmiotu pomocny w czynności)
2. etap kształtowania czynności materialnych (uczniowie wykonują czynność; są zawarte w tym trzy strony)
3. etap mowy zewnętrznej (uogólnianie czynności przez jej pełne zwerbalizowanie)
4. etap mowy wewnętrznej (dalsze uogólnianie przy udziale formy umysłowej a nie głośnej mowy)
5. etap interioryzacji czynności (czynność staje się zautomatyzowanym procesem wewnętrznym)

- opanowanie czynności umysłowych nie podobnych do czynności zewnętrznych, ale będących ich wytworem
- związek psychiki z zachowaniem (zmieniając zachowanie człowieka zmieniamy jego psychikę)
- trzy strony czynności wykonywanych przez ucznia:

1. orientacyjna (wykorzystywanie obiektywnych warunków niezbędnych do wykonywania czynności)
2. wykonawcza (kolejne etapy przekształceń obiektu czynności)
3. kontrolna (śledzenie przez ucznia toku działania oraz konfrontacji jego wyników z wzorami i ewentualnej korekty) – gdy cel działania pokrywa się z motywem – czynność staje się działaniem; w tej teorii główną zasadą jest sterowanie procesem uczenia się (wykorzystywanie osiągnięć cybernetyki)

Czynności wewnętrzne
Według Galpierina każda nowa czynność wewnętrzna, np. wyobrażenie, pojęcie, myślenie, jest poprzedzana przez odpowiednią czynność zewnętrzną. Proces ten przebiega przez kilka etapów, umożliwiających to przejście od działania zewnętrznego do czynności psychicznych. Skuteczne, przyspieszające rozwój ucznia, ma być tylko takie nauczanie, w jakim respektuje się te etapy. Takie nauczanie polega na opanowaniu przez jednostkę tych rodzajów i sposobów działania poznawczego, które są wytworem społeczeństwa, które zarazem umożliwiają jednostce stanie się członkiem tego społeczeństwa. Galpierin pojmuje szeroko uczenie się. Jak pisał „uczeniem się można umownie nazwać każde działanie, ponieważ ten, kto je wykonuje, nabywa nowe wiadomości i umiejętności, a jednocześnie posiadane przezeń wiadomości uzyskują nową jakość”.
Działanie
Działanie to proces rozwiązywania zadań, wywołany chęcią osiągnięcia celu, którego osiągnięcie proces ten ma umożliwić. Zainteresowania naukowe Galpierina koncertowały się na kształtowaniu procesów psychicznych, kształtowanie to pojmował jako sekwencję kolejnych etapów obejmujących:
1. wstępną orientację w działaniu,
2. działanie materialne – w rozwiniętej formie,
3. przedstawienie czynności w mowie zewnętrznej (mówionej lub pisanej),
4. mowę wewnętrzną,
5. działanie umysłowe.

Teoria etapowego kształtowania czynności umysłowych stała się podstawą budowy lekcji, szeroko wykorzystywaną w nauczaniu języka ojczystego, matematyki i innych przedmiotów. Teoria Galpierina wykorzystuje osiągnięcia cybernetyki, jest teorią, której główną zasadę stanowi sterowanie procesem uczenia się. Uczenie się uważa za główną formę aktywności młodzieży szkolnej. Sterowanie jest tu doprowadzone do swoistej perfekcji, bo tylko ta perfekcja ma umożliwić przekształcanie czynności zewnętrznych w wewnętrzne, a tym samym przyspieszać rozwój wychowanków. Ich zdolności, jak myślenie, pamięć czy uwaga, pozostają w cieniu czynności orientacyjnych, wykonawczych i kontrolnych, a całe życie emocjonalne ucznia sprowadza się do pewnej troski o wykształcenie motywacji do uczenia się. Budowa lekcji jako uniwersalnej formy uczenia się wraca do monomodelu, niczym u Herbarta i jego zwolenników. Jest to jeden z tych skrajnie jednostronnych modeli, w których jakaś jedna zdrowa myśl rozrasta się do tego stopnia, że wszystkie inne, choćby nie mniej zdrowe i trafne, tracą rację bytu. 

## Główne prace
- "Opyt izuczenija forminowanija umstwiennych diejstwij" (1954 r.)
- "O formirowanii umstwiennych diejstwij i poniatij" (1957 r.)
- "K problemie wnimanija" (1958 r.)
- "Razwitije issledowanij po forminowaniju umstwiennych diejstwij" (1959 r.)
- "Osnownyje rezultaty issledowanij po problemie: formirowanije umstwiennych diejstwij i poniatij" (1965 r.)
- "Uprawlenije processom uczenjia" (1965 r.)
- "Formirowanije znanij i umienij na osnowie teorii poetapnogo uswojenija umstwiennych diejstwij" (z N. F. Tałyziną 1966 r.)
- "Zawisimost obuczenia ot tipow orientirowocznoj diejatielnosti" (z N. F. Tałyziną 1966 r., wyd. II 1968 r.)
- "Mietodika issledowanija wyższej nierwnoj diejatielnosti człowieka i żywotnych" (z N. E. Tatarskim 1967 r.)
- "Towards Research one the Intelectual Development of the Child" (1968 r.)
- "Uprawlenije poznawatielnoj diejatielnostju uczaszczichsia" (z N. F. Tałyziną 1972 r.)
- "Ekspierimientalnoje forminowanije wnimanija" (z S. Ł. Kobylnicą 1974 r.)
- "Wwiedienije w psichołogiju" (1976 r.)
- "Uprawlajemoje forminowanije psichiczeskich processow" (1977 r.)